# Episodi di Love Boat - The Next Wave (prima stagione)
La prima stagione della serie televisiva Love Boat - The Next Wave è andata in onda negli Stati Uniti dal 13 aprile al 18 maggio 1998 sul canale statunitense UPN.
| nº | Titolo originale                 | Titolo italiano       | Prima TV USA   | Prima TV Italia |
| -- | -------------------------------- | --------------------- | -------------- | --------------- |
| 1  | Smooth Sailing                   | Crociera inaugurale   | 13 aprile 1998 |                 |
| 2  | Remember?                        | Ti ricordi?           | 20 aprile 1998 |                 |
| 3  | I Can't Get No Satisfaction      | Una celebrità a bordo | 27 aprile 1998 |                 |
| 4  | How Long Has This Been Going On? | L'ultima onda         | 4 maggio 1998  |                 |
| 5  | True Course                      | La nuova rotta        | 11 maggio 1998 |                 |
| 6  | Getting to Know You              | Un mare di guai       | 18 maggio 1998 |                 |